# Jangada (Mato Grosso)
Jangada é um município brasileiro do estado de Mato Grosso, localizado na latitude sul 15º14'08", longitude oeste 56º29'21", altitude de 178 metros acima do nível do mar. Em 2020, sua população era estimada em 8.451 habitantes. A área do município é de 1025,51 km².

## História
Os primeiros habitantes da localidade chamada de ″Passa Três″ foram Félix José de Trindade, Ricardo Firmo da Cunha, Joaquim Marques da Silva, Antonio de Almeida e Fidêncio Ribeiro e suas famílias, que valeram-se do rio Cuiabá como meio de escoamento de produção. O povoado passou à denominação de "Jangada" como homenagem ao Ribeirão Jangada, que corta a sede do território e deságua no Rio Cuiabá.
Os primeiros comércios locais foram de Inocêncio Vieira de Almeida, Antonio Borges de Figueiredo e Sebastião Corrêa de Moraes. A maioria das mercadorias era compradas na antiga vila da Passagem da Conceição (atual distrito de Várzea Grande) e revendidas em Passa Três. As mercadorias eram transportadas em lombo de burros e, às vezes, em carros de boi, 5 dias de viagem para cada trecho, levando 10 dias entre o início e o fim da viagem.
Arlindo de Souza Bruno foi o primeiro professor do povoado, sendo seguido por Alcendino Montezuma de Carvalho Montezuma.
Em 1940, com a abertura da BR-29 (atual BR-364), o escoamento da produção passou a ser realizado por terra e a economia foi impulsionada. A BR-364 permite acesso à BR-163 e à MT-358, que levam a Barra do Bugres e Tangará da Serra.

### Formação Administrativa
A localidade foi elevada a distrito de Cuiabá em 02 de dezembro de 1948 (lei estadual nº 209) com a denominação de Jangada. Em 12 de dezembro de 1953, passou a pertencer ao município de Acorizal. E, em 11 de setembro de 1986 (lei estadual nº 5051), foi elevado a município, sendo instalado em 01 de janeiro de 1989. Permanecendo constituído apenas pelo distrito sede até 2009.

## Religião
| Religião       | %    |
| -------------- | ---- |
| Catolicismo    | 77,3 |
| Protestantismo | 17,9 |
| Sem religião   | 3,7  |
| Outras         | 1,1  |

## Festival do Pastel
O Festival do Pastel é realizada anualmente e marca as comemorações do aniversário da cidade no dia 11 de setembro. De tamanha importância, no ano de 2015, foi aprovado o Projeto de Lei 400/2015, de autoria dos deputados estaduais Eduardo Botelho e Guilherme Maluf, que incluiria no Calendário Oficial do Estado o Festival do Pastel no município de Jangada. A inclusão do Festival do Pastel no Calendário Oficial do Estado "se dá pela valorização da identidade cultural da cidade, que consegue incrementar a economia local com a produção e venda do produto".
No ano de 2015, o Festival do Pastel esteve diante de uma repercussão nacional após uma pasteleira quebrar o recorde de maior pastel do Brasil. A pasteleira Valda preparou um pastel com 1,74m e 15kg, superando do Fortaleza (CE) que fritou uma pastel de 1,59m e era o recordista.

A 16° edição do Festival do Pastel ocorreu entre os dias 09 a 11 de setembro e contou com atrações nacionais e regionais. Os shows nacionais foram comandados por Amado Batista, Breno Reis e Marco Viola, João Gustavo e Murilo e uma apresentação de manobras radicais de Motos da equipe do Joaninha (piloto). As atrações regionais contaram com Matheuzinho, Banda Tome Aí, Scort Som, Banda Novo Som, Piano Gente, Mano Boys, Cristhian de Paula, Dj Fernando Carrera e Lucianinho dos Teclados.

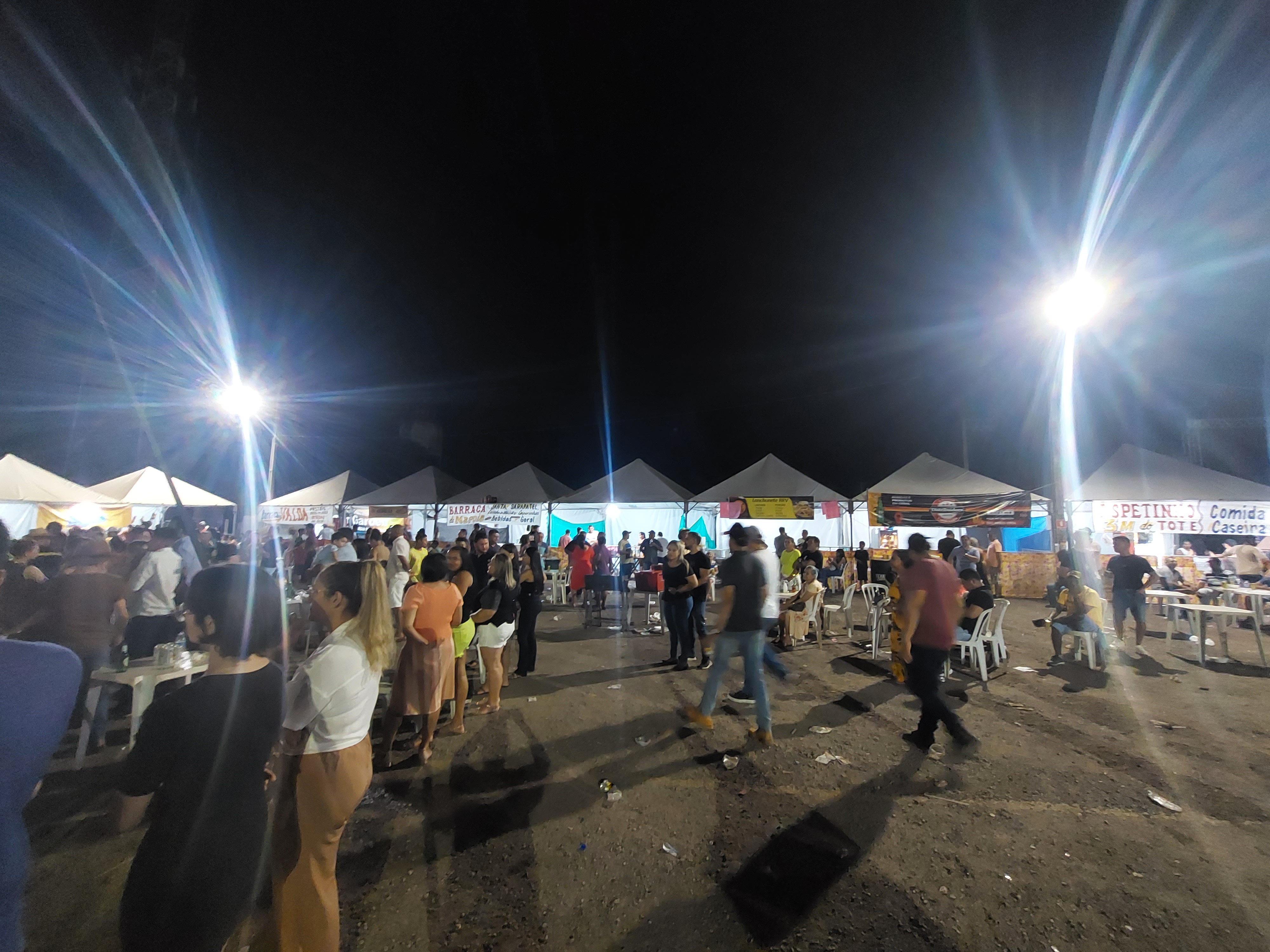
Barracas de pastéis no 16° Festival do Pastel

## Últimos prefeitos eleitos
| Ano  | Prefeito      | Partido | Votos | %     | Ref    |
| ---- | ------------- | ------- | ----- | ----- | ------ |
| 2004 | Dito Paulo    | PFL     | 3.004 | 68,06 | [ 11 ] |
| 2008 | Gauchinho     | PT      | 3.405 | 67,27 | [ 12 ] |
| 2012 | Gauchinho     | PSD     | 2.614 | 51,84 | [ 13 ] |
| 2016 | Garrincha     | PSDB    | 2.733 | 51,45 | [ 14 ] |
| 2020 | Rogerio Meira | PP      | 1.699 | 30,00 | [ 15 ] |